# Paul Edward Anderson
Paul Edward Anderson (17. října 1932, Toccoa, Georgie, USA — 15. srpna 1994, Vidalia, Georgie, USA) byl americký vzpěrač, vítěz kategorie nad 90 kg na olympiádě 1956. Měřil 177 cm, vážil okolo 160 kg.
Stal se dvojnásobným mistrem USA a mistrem světa z roku 1955. V červenci 1955 vzepřel na mítinku v Moskvě před dvanácti tisíci diváky v trojboji 518 kg (není uznáváno jako světový rekord, protože nebylo dosaženo na MS nebo OH). Na olympiádě v Melbourne porazil Humberta Selvettiho z Argentiny; oba dosáhli v trojboji výkonu 500 kg, o Andersonově zlaté medaili rozhodla nižší tělesná váha. Byl tak dosud poslední Američan, který vyhrál na olympiádě nejtěžší vzpěračskou kategorii. Po olympiádě se živil na exhibicích jako profesionální silák.
Paul Anderson také pěstoval silový trojboj. Jeho rekord v dřepu byl 540 kg. Guinnessova kniha rekordů uvedla, že zvedl 2840 kg v backliftu (tj. váha, kterou mu naložili na záda), ale tento výkon byl později zpochybněn.
Byl věřící křesťan, věnoval se charitě. V roce 1961 založil projekt Paul Anderson Youth Home, pomáhající problémové mládeži začlenit se do normálního života.
Zemřel na nedostatečnou funkci ledvin, kterou trpěl od dětství.

## Rekordy
- Tah: 185.5 kg
- Trh: 150.25 kg
- Nadhoz: 190.95 kg